# Paderborner Landbrot

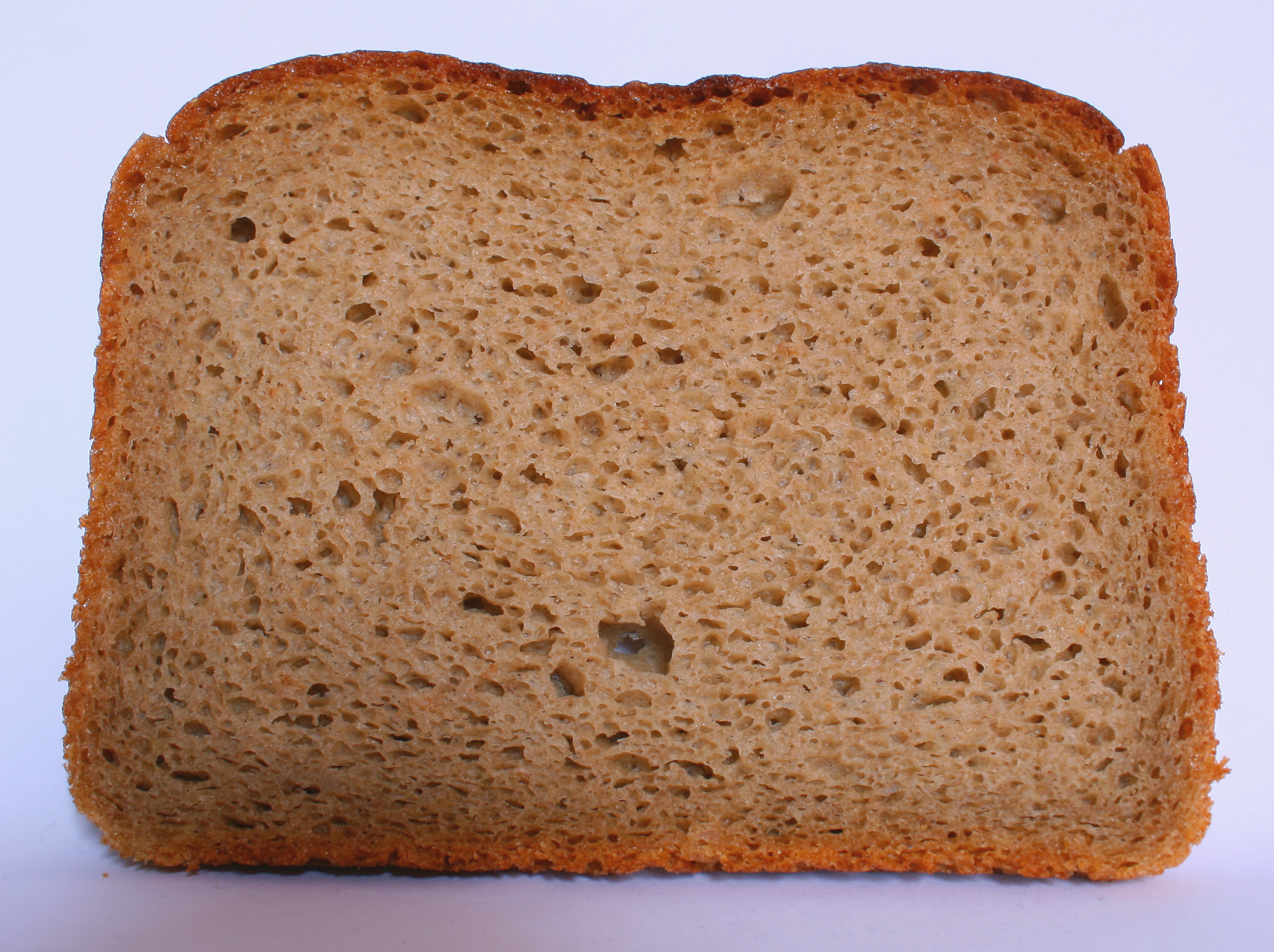
Eine Scheibe Paderborner Landbrot

Paderborner Landbrot ist ein Gattungsbegriff für ein helles Roggenmischbrot. Es hat einen kräftigen Geschmack und wird ganzseitig oder zweiseitig angeschoben, das heißt, die Brotlaibe liegen so dicht im Ofen, dass sie einander berühren und nur auf der Oberseite eine Kruste bilden; daraus ergibt sich die Kastenform des Brotes. Einzelne Laibe werden auch im Kasten gebacken.
Es gehört zu den Roggenmischbroten und ist verwandt mit dem Kommissbrot. Das Brot ist vor allem wegen seines saftigen mittelherben Geschmackes und seiner langen Haltbarkeit beliebt. Letzteres hat auch zur Verbreitung außerhalb des  Paderborner Landes geführt, etwa als abgepacktes Brot in Supermarktketten.

## Weblink
- Rezept